# Apaoxa
Apaoxa (em avéstico: Apaoša) ou Apoxe (em persa médio: 𐭠𐭯𐭥𐭱; romaniz.: Apōš), no zoroastrismo, é o demônio (daeva) da seca. É a antítese epitomizada de Tistria, divindade da estrela Sírio e guardião da chuva. Por muitas décadas, o substantivo comum avéstico apaoša-, "seca", foi pensado para derivar de *apa-uša-, "queimando", ou *apa-vṛt(a)-, "contendo as águas." No final da década de 1960, foi proposto que apaoša- era o antônimo de um derivado não atestado de *pauša-, "próspero". Esta explicação, que também é apoiada pelo índico antigo póṣa com o mesmo significado, é hoje bem aceita. O Apaoša- avéstico, portanto, significava originalmente "não próspero".
No hino de Tistria (Iaste 8.21-29) é apresentada sua luta contra Apaoxa pela posse e libertação das águas contidas no oceano Vourucaxa (Vourukaṧa). Antes do combate, Tistria assumiu três avatares diferentes, que levaram 10 dias cada um: um homem de quinze anos, um touro com chifres dourados e um cavalo branco. Apaoxa, por sua vez, o confrontou na forma de um cavalo preto, glabro e horrível. As três transformações de Tistria, que correspondem aos avatares de Veretragna, devem cobrir astronomicamente o período que começa com a ascensão helíaca de Sírio em julho e dura até a primeira aparição das chuvas de meteoros entre agosto e setembro. No início, Tistria foi derrotado, pois não era suficientemente adorado. Aúra-Masda o ajudou ao incrementar seu iasna- e ele foi capaz de derrotar seu inimigo e reivindicar Vourucaxa.
No Criação Original, uma fábula cosmológica concluída no século XII, a oposição é estabelecida durante a criação: a segunda fase da guerra entre a criação (com seus guardiões) e Angra Mainiu (Arimã) é sobre o controle das águas e das chuvas. Nesta guerra (Criação Original, 7.8-10, e Zadesprã 6.9-11), Apaoxa é auxiliado por Espenjaguer, que é, no entanto, derrotado por um raio. Na frente oposta, Tistar é apoiado por Veretragna (Bamã), Haoma (Hom), Apam Napate (Burze), as hordas dos fravaxis e pelos Vaiú (Vé). Na Criação Original, Apaoxa é identificado com o planeta Mercúrio, sendo a oposição astrológica a Sírio.